# Mistrovství světa v atletice 2009 – Ženy 100 metrů
 Běh na 100 metrů žen na Mistrovství světa v atletice 2009 se uskutečnil 16. a 17. srpna. Ve finálovém běhu zvítězila jamajská sprinterka Shelly-Ann Fraserová časem 10,73 s.

## Výsledky finálového běhu
| *                | Sportovec                      | Čas     |
| ---------------- | ------------------------------ | ------- |
| Zlatá medaile    | Shelly-Ann Fraserová           | 10,73 s |
| Stříbrná medaile | Kerron Stewartová              | 10,75 s |
| Bronzová medaile | Carmelita Jeterová             | 10,90 s |
| 4                | Veronica Campbellová-Brownová  | 10,95 s |
| 5                | Lauryn Williamsová             | 11,01 s |
| 6                | Debbie Fergusonová-McKenzieová | 11,05 s |
| 7                | Chandra Sturrupová             | 11,05 s |
| 8                | Aleen Baileyová                | 11,16 s |